# Goldor (equipa ciclista)
A equipa Goldor, foi um equipa ciclista belga, de ciclismo em estrada que competiu entre 1965 e 1973. Teve ter como sucessor a equipa IJsboerke.

## Principais resultados
- Grande Prêmio do 1º de Maio: Piet Oellibrandt (1966)
- Omloop Het Volk: Willy Vekemans (1967)
- G. P. Kanton Aargau: Willy Vekemans (1968)
- Gante-Wevelgem: Willy Vekemans (1969)
- Tour de Limburgo: Willy Vekemans (1969)
- Circuito do País de Waes: Walter Planckaert (1971)
- Grande Prêmio de Valônia: Emile Cambré (1972)
- E3 Harelbeke: Hubert Hutsebaut (1972)

### Às grandes voltas
- Giro d'Italia
  - 0 participações
  - 0 vitórias de etapa:
  - 0 classificação finais:
  - 0 classificações secundárias:

- Tour de France
  - 0 participações
  - 0 vitórias de etapa:
  - 0 classificação finais:
  - 0 classificações secundárias:

- Volta a Espanha
  - 4 participações (1968, 1969, 1971, 1972)
  - 4 vitórias de etapa:
    - 2 o 1969: Raymond Steegmans
    - 2 o 1971: Hubert Hutsebaut, Willy Scheers

  - 0 classificação finais:
  - 1 classificações secundárias:
    - Classificação por pontos: Raymond Steegmans (1969)